# Copa Galicia de Fútbol
La Copa Galicia fue una competición deportiva española de carácter oficial organizada por la Federación Gallega de Fútbol que enfrentaba a los clubes de fútbol gallegos. Se jugó por primera vez en 1936, disputándose irregularmente a lo largo del siglo XX con diferentes composiciones, aunque la mayoría de las veces sin la participación de los equipos que militaban en las divisiones más altas de Liga (Primera y Segunda). Algunas temporadas se disputó la Copa Federación Gallega de Fútbol, de tipo similar.

## Historia

### Antecedente: el Campeonato de Galicia
A principios del siglo XX el Campeonato de Galicia fue el torneo más importante de Galicia. En este torneo, además de estar en juego el propio campeonato gallego, también se luchaba por la clasificación para la Copa de España. En 1929, se inauguró la Liga española, pero los equipos que participaban en ella continuaron jugando también en el Campeonato de Galicia, que a partir de la temporada 1919/20 tuvo dos divisiones (Serie A y Serie B) y una tercera a partir de 1923 (Serie C) con ascensos y descensos entre cada categoría.

### Copa Galicia
En la temporada 1935-36 se disputa el Campeonato Superregional Grupo 1º (Galicia-Asturias), situado jerárquicamente por encima del habitual Campeonato de Galicia, participando en él Celta, Deportivo y Unión Sporting. Al mismo tiempo, también se disputa el Campeonato de Galicia de la Serie A, sin la presencia de los tres equipos anteriores, resultando vencedor el Club Lemos. En ese contexto, la Federación Gallega de Fútbol decidió organizar, también en la misma temporada, un torneo nuevo, la Copa Galicia, con la participación de todos los equipos gallegos de primer nivel, entre ellos los tres del campeonato interregional. La final se jugó entre Eiriña y Deportivo La Coruña, resultando ganador el Eiriña. En la siguiente temporada el grupo Superregional desaparece y se regresa a la disputa conjunta normal del Campeonato de Galicia con todos los clubes gallegos.
Con la vuelta del Campeonato de Galicia a su formato tradicional, la Copa Galicia no vuelve a ser disputada hasta 1940, año en que la Federación Gallega organiza con este nombre un torneo de segunda categoría y reservas, en el cual participan equipos de la Serie B (que también disputan en paralelo dentro de esta competición el Campeonato de Galicia de su clase), los equipos de la Serie A que no participan en Liga (salvo el Eiriña, que declinó) y los equipos de reserva del Celta de Vigo, Deportivo de La Coruña y Racing de Ferrol,  imponiéndose en la final el Compostela Sporting Club frente a los reservas del Celta de Vigo. Al final de esa temporada desaparecen los campeonatos regionales por una reestructuración de la Real Federación Española de Fútbol, pero la Copa Galicia se seguirá organizando por parte de la Federación Gallega de manera intermitente, jugándose el siguiente torneo en 1944, con la participación de los equipos de Tercera división eliminados de la competición oficial, proclamándose campeona la Sociedad Gimnástica Lucense frente al Club Berbés.
Dos años después, en 1946, se disputa una nueva edición en la que sí participan los equipos de las divisiones superiores de la Liga, resultando campeón el Deportivo de La Coruña frente al Celta de Vigo. Los dos derbis de la final acabaron con idéntico resultado, empate 1–1, por lo que se tuvieron que jugar dos partidos adicionales para saber quién sería campeón. El primero de ellos lo ganó el Deportivo por un contundente 4–0, siendo derrotado ante el Celta por 4–3 en el partido de vuelta, pero manteniendo la ventaja suficiente para asegurarse el triunfo en el torneo. Para 1948 se anuncia una nueva edición, pero no se llegó a disputar. Dos años después, en 1950, se organiza otra edición. El Deportivo de La Coruña decide inscribirse con el nombre de su filial, el Club Deportivo Juvenil, aunque realmente también participan jugadores del primer equipo como Tino, Franco o Moll. Se clasificaron para la final el Club Deportivo Juvenil y el Celta de Vigo, pero la final no se llegó a celebrar tras diversas renuncias del Celta y finalmente la Federación proclamó campeón al Deportivo Juvenil tres años después. También, en ese mismo año de 1953, se convoca una nueva edición en la que sólo participan el Pontevedra CF, Marín CF, Arosa SC y Club Santiago, puesto que los otros clubs no pueden tomar parte —en el caso del Deportivo de La Coruña y Celta de Vigo por estar jugando la promoción de permanencia en Primera división—. La competición se disputa en forma de liga, finalizando campeón el Arosa SC.
Hasta 1958 no se jugará una nueva edición, en la cual participarán equipos de Tercera división y Serie A, fórmula que se mantendrá alrededor de una década con la salvedad del torneo de 1965. En esta edición se adjudica el trofeo el Gran Peña FC. La edición de 1959 la gana el Coruxo FC. El Marín CF se proclama campeón en 1961. En 1962 lo hizo la AD Couto, en 1963 el Bueu SD y en 1964 el Club Lemos. En 1965, no pueden participar los equipos de Serie A, ya que aún están disputando el campeonato de Liga, por lo que la Federación invita en su lugar a los equipos de Primera y Segunda división. Llegan a la final el Pontevedra CF y el Deportivo de La Coruña, ganando los
coruñeses 2–1 en la ida y perdiendo en Pasarón por un inapelable 5–0, en un partido de vuelta que había sido aplazado varias veces y finalmente se jugó en mayo de 1966. La SD Compostela consiguió dos campeonatos consecutivos en 1966 y 1967. La edición de 1968 la gana el CD As Pontes, cuyo nombre en aquella época era Calvo Sotelo debido al patrocinio de la empresa homónima. El torneo de 1969 lo obtiene el Bergantiños FC. En 1970 la competición no se llegó a celebrar por no alcanzarse el número mínimo de participantes. Al año siguiente fue sustituida por trofeos provinciales.
La Federación Gallega vuelve a organizar el torneo en 1983 con los equipos de Preferente, estructura que se mantendrá durante toda la década. En la edición de ese año se proclama campeón el San Tirso SD. En 1984 resulta ganadora la SDC Galicia de Mugardos. El Bergantiños FC consiguió su segundo trofeo en 1985. En 1986 el que gana es el Puebla CF, mientras que el que lo hace en 1987 es el Racing Club Villalbés. El Tomiño FC consiguió adjudicarse dos trofeos consecutivos en 1988 y 1989.

### Copa Federación Gallega de Fútbol
En la temporada 1946/47 se organizó la Copa Federación Gallega de Fútbol en la que solo participaron cuatro equipos: Pontevedra CF, Deportivo de La Coruña, Gimnástica Lucense y Racing de Ferrol —en aquella época llamado oficialmente Club Ferrol—. El cambio de nombre del torneo se debió a que, por falta de fechas disponibles, era imposible que disputaran la competición el resto de equipos gallegos. La competición se jugó en formato de liga y el ganador fue el Racing de Ferrol.
En 1953, la Federación Gallega de Fútbol anunció otra nueva Copa Federación, esta vez integrada por los equipos de Serie A. El grupo sur del campeonato fue suspendido antes de comenzar. El Betanzos CF, en aquel entonces llamado Brigantium, se proclamó campeón. Volvió a jugarse en 1954, nuevamente con los equipos de Serie A, obteniéndo el título el Racing Club Villalbés.
La competición fue organizada otra vez en 1962, empleando el sistema de liga y participando en ella los equipos que jugaban en Segunda división: Celta de Vigo, CD Ourense y Pontevedra CF. El campeón fue el CD Ourense.

## Historial
- En negrita el resultado en el campo del campeón.

| Copa Galicia                      | Copa Galicia           | Copa Galicia             | Copa Galicia | Copa Galicia | Copa Galicia | Copa Galicia                                          |
| Temporada                         | Campeón                | Subcampeón               | Global       | Ida          | Vuelta       | Notas                                                 |
| --------------------------------- | ---------------------- | ------------------------ | ------------ | ------------ | ------------ | ----------------------------------------------------- |
| 1936                              | Eiriña CF              | Deportivo de La Coruña   | 6–4          | 4–2          | 4–0          |                                                       |
| 1940                              | Compostela SC          | Celta de Vigo (reservas) | 2–1          | 2–1          | 2–1          | Final a partido único.                                |
| 1944                              | SG Lucense             | Club Berbés              | 4–3          | 2–1          | 3–1          |                                                       |
| 1946                              | Deportivo de La Coruña | Celta de Vigo            | 7–4          | 4–0          | 4–3          | Empate en los partidos anteriores (1–1 y 1–1).        |
| 1950                              | Deportivo Juvenil      | Celta de Vigo            | —            | —            | —            | No se jugó la final por las renuncias del Celta.      |
| 1953                              | Arosa SC               | Club Santiago            |              |              |              | Jugado en forma de liga.                              |
| 1958                              | Gran Peña FC           | CD Lugo                  | 4–4          | 2–0          | 4–2          | 2–0 en el partido de desempate disputado en Ourense.  |
| 1959                              | Coruxo FC              | Alondras CF              | 5–3          | 2–4          | 1–1          |                                                       |
| 1961                              | Marín CF               | CD Foz                   | 3–0          | 0–0          | 3–0          |                                                       |
| 1962                              | AD Couto               | Club Turista             | 4–3          | 2–2          | 2–1          |                                                       |
| 1963                              | Bueu SD                | Fabril                   | 4–2          | 1–0          | 4–1          |                                                       |
| 1964                              | Club Lemos             | Club Turista             | 3–2          | 1–2          | 1–1          | 0–1 antes de la prórroga.                             |
| 1965                              | Pontevedra CF          | Deportivo de La Coruña   | 6–2          | 2–1          | 5–0          |                                                       |
| 1966                              | SD Compostela          | Coruxo FC                | 8–4          | 3–2          | 6–1          |                                                       |
| 1967                              | SD Compostela          | Rápido de Bouzas         | 6–1          | 1–1          | 5–0          |                                                       |
| 1968                              | CD As Pontes           | Rápido de Bouzas         | 5–1          | 3–0          | 1–2          |                                                       |
| 1969                              | Bergantiños FC         | Club Turista             | 7–6          | 4–0          | 6–3          |                                                       |
| 1983                              | San Tirso SD           | Sporting Sada            | 3–2          | 3–2          | 3–2          | Final a partido único.                                |
| 1984                              | SDC Galicia            | Sporting Sada            | 1–0          | 1–0          | 0–0          |                                                       |
| 1985                              | Bergantiños FC         | Meirás CF                | 3–1          | 3–0          | 1–0          |                                                       |
| 1986                              | Puebla CF              | CD Baio                  | 4–1          | 2–1          | 0–2          |                                                       |
| 1987                              | Racing Villalbés       | SD Juvenil               | 5–2          | 5–0          | 2–0          |                                                       |
| 1988                              | Tomiño FC              | SD Juvenil               | 5–4          | 2–3          | 1–3          |                                                       |
| 1989                              | Tomiño FC              | CD Baio                  | 8–3          | 2–2          | 6–1          |                                                       |
| Copa Federación Gallega de Fútbol |                        |                          |              |              |              |                                                       |
| 1947                              | Racing de Ferrol       | Deportivo de La Coruña   |              |              |              | Jugado en forma de liga.                              |
| 1953                              | Betanzos               | SD Eumesa                |              |              |              | Jugado en forma de liga. El grupo sur fue suspendido. |
| 1954                              | Racing Villalbés       | SD Juvenil               | 4–3          | 3-1          | 3-0          |                                                       |
| 1962                              | CD Ourense             | Celta de Vigo            |              |              |              | Jugado en forma de liga.                              |

- Las banderas simbolizan la provincia. Dado que la provincia de La Coruña carece de bandera oficial, se utiliza en su lugar la bandera de la provincia marítima homónima.

## Torneos homónimos
- A principios del siglo XXI se creó otro torneo de clubs de fútbol gallegos por iniciativa de la Junta de Galicia en coordinación con la Federación Gallega de Fútbol denominado inicialmente Copa Xunta de Galicia[63] y posteriormente Copa Galiza,[64] disputándose tres ediciones en los años 2006, 2008 y 2009.
- En 1982 se jugó un torneo amistoso llamado Copa Galicia[65] organizado por la «Peña de exdirectivos de la S.D. Compostela»,[65][66][67] que fue ganado por el Celta de Vigo.[67][68]